# 0시의 호텔
"0시의 호텔"은 1983년에 개봉한 대한민국의 영화이다.

## 캐스팅
- 백일섭
- 최희정
- 김동현
- 권순영
- 이은숙
- 변희봉
- 손경철
- 장혁
- 박지원
- 박동룡
- 이해룡
- 김하림
- 김유행
- 길달호
- 김만규
- 남포동
- 강득희
- 남희
- 천은경
- 신찬일
- 나갑성
- 강철
- 최근재
- 임성포
- 문미봉
- 전숙
- 박양근